# Ito Kanako
Ito Kanako (伊藤 香菜子, sinh ngày 20 tháng 7 năm 1983) là một cầu thủ bóng đá nữ người Nhật Bản.

## Đội tuyển bóng đá nữ quốc gia Nhật Bản
Ito Kanako thi đấu cho đội tuyển bóng đá nữ quốc gia Nhật Bản từ năm 2001 đến 2012.

## Thống kê sự nghiệp
| Nhật Bản  | Nhật Bản | Nhật Bản |
| Năm       | Trận     | Bàn      |
| --------- | -------- | -------- |
| 2001      | 6        | 2        |
| 2002      | 3        | 0        |
| 2003      | 0        | 0        |
| 2004      | 0        | 0        |
| 2005      | 0        | 0        |
| 2006      | 0        | 0        |
| 2007      | 1        | 1        |
| 2008      | 0        | 0        |
| 2009      | 0        | 0        |
| 2010      | 0        | 0        |
| 2011      | 0        | 0        |
| 2012      | 3        | 0        |
| Tổng cộng | 13       | 3        |